# التهاب اللثة التوسفي
الْتِهابُ اللِّثَةِ التَّوَسُّفِيّ (بالإنجليزية: Desquamative gingivitis) هي حالة يحدث فيها احمرار، توسف وتقرُّح في اللثة. يعتبر التهاب اللثة التوسفي مصطلح وصفي ويمكن أن تسببه العديد من الاضطرابات والأمراض.

## العلامات والأعراض
يشمل التهاب اللثة التوسفي آفات تصيب كلاً من اللثة الحرة أو الحفافية واللثة الملتصقة. يمتد التهاب اللثة التوسفي ليشمل العرض الكامل لللثة وقد يصيب مُخاطِيَّةُ السِّنْخ، بعكس التهاب اللثة الهامشي (التهاب حاقة اللثة) الناجم عن القلح. مع ذلك، مصطلح التهاب العرض الكامل لللثة يشير ألى التهاب اللثة التوسفي. اللون هو أحد الاختلافات الآخرى بين التهاب اللثة الهامشي النموذجي وبين التهاب اللثة التوسفي، حيث إن لون اللثة في الأخير يكون أحمر داكن. التهاب اللثة ذو الخلايا البلازمية هو أحد أنواع التهاب اللثة الذي شمل كلاً من اللثة الطرفية واللثة الملتصقة.

## التشخيص

### التشخيص التفريقي
التهاب اللثة التوسفي هو مصطلح طبي وصفي وليس تشخيص. 75% من حالات التهاب اللثة التوسفي يكون سببها أمراض جلدية، وأكثر من 95% من هذه الأمراض الجلدية تنحصر في الحزاز المسطح الفموي وشبيه الفقاع الندبي. السبب الدقيق لالتهاب اللثة التوسفي لايمكن تحديده في حوالي ثلث الحالات.
من أشهر الأسباب:
- الحزاز المسطح الفموي[1]
- شبيه الفقاع الندبي[1]
- الفقاع الشائع[1] أو الفقعان الفقاعي بصورة أقل شيوعاً.[1]
- الجلاد الخطي للغلوبولين المناعي أ
- التهاب الجلد الهربسي الشكل[1]
- الذئبة الحمامية[1]
- التهاب الفم التقرحي المزمن[1]
- الالتهابات البكتيرية، الفطرية والفيروسية المزمنة[1]
- التفاعل ضد غسول الفم، العلكة والأدوية.[1]

أسباب نادرة أخرى:
- داء كرون[1]
- الغرناوية أو داء الساركويد[1]
- اللوكيميا[1]
- الاضطرابات المفتعلة[1]
- السرطانة حرشفية الخلايا[1]

## العلاج
- تحسين نظافة الفم
- تقليل تهييج الآفات
- العلاجات الخاصة للأمراض المُسَبِبَة
- الأدوية الموضعية أو الجهازية المثبطة للمناعة أو استخدام الدابسون.

## تاريخ المرض
تم التعرف على المرض وتوثيقه لأول مرة في عام 1884، ولكن مصطلخ التهاب اللثة التوسفي تم استعماله لأول مرة في عام 1932.